# 来自远方 (音乐剧)
《来自远方》（英語：Come from Away）是一部加拿大音乐剧。该剧由艾琳·山可夫和戴维·海因共同编剧、作词和作曲，讲述了九一一袭击事件后一周里发生的真实故事：因黄丝带行动，三十八架飞机接到指令紧急降落在加拿大纽芬兰与拉布拉多省的小镇甘德。该剧中的角色是以真实的甘德居民以及他们在此期间接待的约7,000名旅客为原型的（且大多也使用了他们的名字）。
这部音乐剧受到了观众和剧评家的好评。有评论说这部“充满感情的作品提醒人们就算在至暗时刻人性的善良仍然存在”，“人性可以战胜仇恨”。
在2012年的工作室制作及随后在安大略省谢尔丹学院的首演后，本剧在加州聖地牙哥的拉霍亚剧场（2013年）、西雅图的传统剧场（2015年）、华盛顿特区的福特剧院（2016年）和多伦多的皇家亞歷珊卓劇院举行了一系列破纪录的演出。2017年3月12日，本剧在百老汇的杰拉德·舍恩菲尔德剧院首演，随后在票房和评价上都获得成功，以至于在预演期间就开始出售站票。2018年10月，该剧打破先前由《The Drowsy Chaperone》创下的演出674场的记录，成为百老汇历史上演出时间最久的加拿大音乐剧。本剧现场演出的录像于2021年9月10日，即九一一事件二十周年的前夜发布。
2018年12月，本剧在爱尔兰都柏林的修道院剧场上演，并于2019年2月转到伦敦西区的凤凰剧院继续上演。
2017年的第71届托尼奖上，本剧获得七项提名，其中包括最佳音乐剧、最佳原创作曲、最佳音乐剧剧本和最佳音乐剧女主角（詹·科莱拉），并由克里斯托弗·阿什利赢得最佳音乐剧导演奖。

## 开端和发展
迈克尔·鲁比诺夫，一位多伦多的律师、剧场制作人及谢尔丹学院视觉和表演艺术系的副院长，最早提出了该剧的想法。在接触了一些写作团队之后，鲁比诺夫的想法吸引了艾琳·山可夫和戴维·海因；他们因为在多倫多藝穗節上火爆并随后被米尔维什剧团看中的2009年音乐剧《我母亲的同志犹太威卡婚礼》（英語：My Mother's Lesbian Jewish Wiccan Wedding）而为鲁比诺夫所知。
2011年，山可夫和海因在九一一事件十周年时造访了甘德，采访当地居民和故地重游的当年旅客。两人将听到的一些故事直接用在了音乐剧中，其它的则进行了适当改编。2012年，在加拿大音乐剧计划，谢尔丹学院音乐剧表演计划的一部分中，鲁比诺夫用最初的剧本制作了一个45分钟长的工作室版本。这一版本足够地成功，因此2013年在谢尔丹，鲁比诺夫又邀请山可夫和海因将它扩写为一部完整的作品，作为学院的常规戏剧演出作品。这一完整版的制作由布莱恩·希尔导演，取得了艺术上的成功，但鲁比诺夫没能再找到愿意进一步制作该剧的加拿大制作人。
同时，位于美国康涅狄克州东哈丹姆的顾斯比音乐剧将本剧列入他们的工作室项目。2013年秋天，位于纽约的国家音乐剧联盟将其选为展演作品；这个表演也由布莱恩·希尔导演，最终使该剧被制作公司Junkyard Dog Productions看中。这家公司也制作过音乐剧《孟菲斯》和《第一次约会》。

## 剧情
2001年9月11日早上，甘德的居民们（包括市长克劳德、治安官奥兹、教师比乌拉、SPCA工作者邦妮等）讲述纽芬兰的日常生活和他们得知纽约、华盛顿特区和尚克斯维尔发生恐怖袭击的事情（"Welcome to the Rock"）。
是次袭击导致美国关闭领空，迫使38架国际航线飞机更改航线并在没有预警的情况下迫降在甘德机场。这一行动导致这座纽芬兰小镇的人口翻了一番，他们没有接纳这些被困于此的居民的能力（"38 Planes"）。甘德居民迅速行动起来，为接近七千名旅客（还有19只动物）准备了住所、食物、衣服和其它必需品（"Blankets and Bedding"）。同时，飞行员、空乘人员和乘客一开始不被允许离开飞机。他们不得不面对令人困惑和自相矛盾的信息，试图弄明白他们为何要迫降于此（"28 Hours / Wherever We Are"）。
在获准离开飞机之后，机组人员和乘客们被转运到甘德和附近的多处应急避难所（"Darkness and Trees"），他们在新闻上看到了袭击的回放，得知了禁飞的真正原因（"Lead Us Out of the Night"）。受到惊吓、孤单的乘客们迫切地试图联系自己的家人们，为亲人们祈祷，同时小镇居民们彻夜尽力帮助他们（"Phoning Home / Costume Party"）。旅客们起初被当地人的好客吓到了，但逐渐地放松了警惕，开始和这些古怪的居民以及其它旅客相互熟识起来。甘德和周边村镇的“岛民”（英語：islanders)们对飞机上的人们打开家门，不在意他们的种族、国籍或性取向。两个女人——甘德的比乌拉和来自纽约的汉娜——因为自己的儿子都是消防员而熟络起来，但汉娜的儿子仍然杳无音讯（"I Am Here"）。汉娜让比乌拉带她到天主教堂去，其它一些角色也各自到当地的其它宗教设施去祈祷（"Prayer"）。
为了缓解逐渐增长的恐惧和紧张（"On The Edge"），当地居民邀请乘客们参加在当地酒吧举办的“成为荣誉纽芬兰人”的聚会（"Heave Away / Screech In"）。然而，袭击带来的影响不可能完全被消除。美国领空最终重新开放了。贝弗莉·巴斯，一位有代表性的飞行员，回忆自己曾经乐观的心态因此次事件而突然发生了转变（"Me and the Sky"）。一对旅客因这次可怕的遭遇而开启了一段新的感情（"Stop the World"），而另一对之间的关系则因为这次事件带来的紧张而开始产生裂痕。
当乘客们再次踏上飞往目的地的旅途后，他们愉快地交流着这次经历中感受到的这些陌生的纽芬兰居民对他们的善良和慷慨（"Somewhere in the Middle of Nowhere"），但一名穆斯林旅客在登机前仍然受到了来自乘客的偏见，且不得不接受令人羞辱的脱衣搜身。甘德居民也回归普通的生活，但也感受到小镇突然空了，他们对世界的观感也发生了改变。回到美国的乘客和机组人员再次感受到袭击带来的恐怖；汉娜则得知自己的儿子在救援工作中丧生（"Something's Missing"）。
十年后，曾经被困的机组人员和乘客们（the "come from away"）再次回到甘德团聚——这次是自愿前来——来庆祝他们因为这次事件而与彼此和当地人建立起的毕生的友谊和联系（"Finale"）。就像市长克劳德所说的那样：“今夜我们向我们所失去的而致意，但也为我们所找到的而庆祝。”

## 角色和演员
| 角色                             | 拉霍亚剧场 (2015)      | 西雅图 (2015)      | 华盛顿特区 (2016)    | 多伦多 (2016)      | 百老汇 (2017)      | 温尼伯/多伦多 (2018)    | 北美巡回 (2018)      | 都柏林 (2018)      | 伦敦西区 (2019)    | 澳大利亚巡回 (2019) |
| -------------------------------- | ---------------------- | ------------------ | -------------------- | ------------------ | ------------------ | ----------------------- | -------------------- | ------------------ | ------------------ | ------------------- |
| 加斯、凯文·图尔夫等              | 查德·金博尔            | 查德·金博尔        | 查德·金博尔          | 查德·金博尔        | 查德·金博尔        | 杰克·诺斯沃迪           | 安德鲁·萨蒙斯基      | 戴维·香农          | 戴维·香农          | 道格·韩赛尔         |
| 安妮特、贝弗莉·巴斯等            | 詹·科莱拉              | 詹·科莱拉          | 詹·科莱拉            | 詹·科莱拉          | 詹·科莱拉          | 伊丽莎·简·斯科特        | 贝基·古尔斯维格      | 瑞秋·塔克          | 瑞秋·塔克          | 佐伊·戈茨           |
| 克劳德·埃利奥特等                | 乔尔·哈奇              | 乔尔·哈奇          | 乔尔·哈奇            | 乔尔·哈奇          | 乔尔·哈奇          | 乔治·马斯沃             | 凯文·卡罗兰          | 克莱夫·卡特        | 克莱夫·卡特        | 理查德·派珀         |
| 鲍勃等                           | 罗德尼·希克斯          | 罗德尼·希克斯      | 罗德尼·希克斯        | 罗德尼·希克斯      | 罗德尼·希克斯      | 凯文·维达尔             | 詹姆斯·厄尔·琼斯二世 | 纳撒尼尔·坎贝尔    | 纳撒尼尔·坎贝尔    | 科尔比·金德尔       |
| 阿里、凯文·杨等                  | 凯撒·萨玛约亚          | 凯撒·萨玛约亚      | 凯撒·萨玛约亚        | 凯撒·萨玛约亚      | 凯撒·萨玛约亚      | 阿里·摩门               | 尼克·杜克卡特        | 乔纳森·安德鲁·休姆 | 乔纳森·安德鲁·休姆 | 尼古拉斯·布朗       |
| 珍妮丝·莫舍等                    | 艾莉森·斯普拉特·皮尔斯 | 肯德拉·卡斯鲍姆    | 肯德拉·卡斯鲍姆      | 肯德拉·卡斯鲍姆    | 肯德拉·卡斯鲍姆    | 斯蒂菲·迪多梅尼坎托尼奥 | 艾米丽·沃尔顿        | 艾玛·萨尔沃        | 艾玛·萨尔沃        | 莎拉·莫里森         |
| 邦妮·哈里斯等                    | 佩特里娜·布罗姆利      | 佩特里娜·布罗姆利  | 艾莉莎·威尔莫斯·基冈 | 佩特里娜·布罗姆利  | 佩特里娜·布罗姆利  | 克里斯汀·皮斯           | 梅根·麦金尼斯        | 玛丽·多尔蒂        | 玛丽·多尔蒂        | 凯莉·罗德           |
| 奥兹·福吉等                      | 吉诺·卡尔              | 埃里克·安克里姆    | 吉诺·卡尔            | 吉诺·卡尔          | 吉诺·卡尔          | 科里·奥布莱恩           | 哈特·克莱曼          | 哈里·莫里森        | 哈里·莫里森        | 西蒙·梅登           |
| 道格、尼克·马森等                | 李·麦克杜格尔          | 李·麦克杜格尔      | 李·麦克杜格尔        | 李·麦克杜格尔      | 李·麦克杜格尔      | 詹姆斯·卡尔             | 钱布利·弗格森        | 罗伯特·汉兹        | 罗伯特·汉兹        | 内森·卡特           |
| 汉娜·奥罗克等                    | Q·史密斯               | Q·史密斯           | Q·史密斯             | Q·史密斯           | Q·史密斯           | 萨查·丹尼斯             | 丹妮尔·K·托马斯      | 卡特·西蒙斯        | 卡特·西蒙斯        | 莎莉丝·汉密尔顿     |
| 黛安·格雷等                      | 莎朗·惠特利            | 莎朗·惠特利        | 莎朗·惠特利          | 莎朗·惠特利        | 莎朗·惠特利        | 芭芭拉·富尔顿           | 克里斯汀·托伊·约翰逊 | 海伦·霍布森        | 海伦·霍布森        | 卡特里娜·雷塔利克   |
| 比乌拉·戴维斯等                  | 阿斯特丽德·范·维伦     | 阿斯特丽德·范·维伦 | 阿斯特丽德·范·维伦   | 阿斯特丽德·范·维伦 | 阿斯特丽德·范·维伦 | 丽莎·霍纳               | 朱莉·约翰逊          | 珍娜·博伊德        | 珍娜·博伊德        | 艾玛·鲍威尔         |
| 注：本剧中每名演员均饰演多个角色 |                        |                    |                      |                    |                    |                         |                      |                    |                    |                     |

## 曲目
- "Welcome to the Rock" – 克劳德、众人
- "38 Planes"† – 众人
- "Blankets and Bedding" – 众人
- "28 Hours / Wherever We Are" – 众人
- "Darkness and Trees" – 众人
- "On the Bus" – 众人
- "Darkness and Trees (Reprise)"† – 众人
- "Lead Us Out of the Night"† – 众人
- "Phoning Home"† – 众人
- "Costume Party" – 戴安、凯文·图尔夫、贝弗莉、汉娜、凯文·杨、尼克、鲍勃
- "I Am Here" – 汉娜
- "Prayer" – 凯文·图尔夫、众人
- "On the Edge" – 众人
- "In the Bar/Heave Away"† – 众人
- "Screech In" – 克劳德、众人
- "Me and the Sky" – 贝弗莉、女性配角
- "The Dover Fault" – 尼克、戴安
- "Stop the World" – 尼克、戴安、众人
- "38 Planes (Reprise) / Somewhere in the Middle of Nowhere" – 贝弗莉、众人
- "Something's Missing" – 众人
- "Finale" – 克劳德、众人
- "Screech Out"† – 乐队

† 注：没有在演出的场刊中列出。

## 制作
| 制作           | 演出场地                                                              | 预演首场       | 首场           | 末场           | 注释 |
| -------------- | --------------------------------------------------------------------- | -------------- | -------------- | -------------- | --- |
| 圣迭戈         | 拉霍亚剧场                                                            | 2015年5月29日  | 2015年6月13日  | 2015年7月12日  | 第一次制作。第一次在外试演。 |
| 西雅图         | 西雅图传统剧场                                                        | 2015年11月13日 | 2015年11月18日 | 2015年12月20日 | 第二次在外试演。 |
| 华盛顿特区     | 福特剧院                                                              | 2016年9月2日   | 2016年9月8日   | 2016年10月9日  | 第三次在外试演。 |
| 甘德           | 斯蒂尔社区中心                                                        |                | 2016年10月29日 | 2016年10月29日 | 百老汇演出前举行的音乐会。 |
| 多伦多         | 皇家亚历山大剧场                                                      | 2016年11月15日 | 2016年11月24日 | 2017年1月8日   | 第四次在外试演。 |
| 百老汇（纽约） | 杰拉德·舍恩菲尔德剧院                                                 | 2017年2月18日  | 2017年3月12日  | 正在上演       | 第一次主要制作。 |
| 加拿大         | 起始场地：温尼伯皇家曼尼托巴剧场中心 目前场地：多伦多皇家亚历山大剧场 | 2018年1月4日   | 2018年1月11日  | 正在上演       | - 温尼伯：2018年1月4日-2月3日 - 多伦多皇家亚历山大剧场：2018年2月13日-2019年1月20日 - 纽芬兰圣心剧院：2019年1月23日-29日（演唱会版） - 多伦多额尔金剧场：2019年2月5日-12月1日 - 多伦多皇家亚历山大剧场：2019年12月13日至今 |
| 北美巡回       | 第一场：华盛顿州亚基马议会剧场                                        | 2018年10月5日  | 2018年10月14日 | 正在上演       | |
| 都柏林         | 修道院剧场                                                            | 2018年12月6日  | 2018年12月11日 | 2019年1月19日  | 转到伦敦演出。 |
| 西区（伦敦）   | 凤凰剧院                                                              | 2019年1月31日  | 2019年2月18日  | 正在上演       | |
| 澳大利亚       | 喜剧剧场                                                              | 2019年7月3日   | 2019年7月20日  | 正在上演       | 澳大利亚版原计划在2020年到中国巡演，但随后因2019冠状病毒病疫情推迟至2022年。这一制作于计划于2021年3月转到布里斯班，2021年6月转到悉尼，2021年11月转到堪培拉演出。                                                           |

## 评价与反响

### 西雅图版本
米沙·博森在《西雅图时报》发表评论，称赞克里斯托弗·阿什利流畅的舞台设计，称该剧是给“麻木的心灵涂上充满意义的香膏”。博森在评论结尾强调该剧“纪念了我们在面对打破信仰的邪恶时所表现出的谦逊的善良和互相理解的能力”。
《百老汇世界》的杰伊·欧文称这一制作是在“情感上超越了（以往的作品）”，称本剧是“我这些年看到过的最棒的音乐剧，而且可能以后也不会被超越。”

### 华盛顿特区版本
大卫·格森在《特区都市剧院艺术》中称这一演出是“这些年看到过的最令人清爽的作品之一”，“受到民乐和乡村音乐影响的流行曲调和谐悦耳，而演员们的歌声更是锦上添花。”彼得·马克在《华盛顿邮报》上刊出的评价中提到，这部音乐剧“勾起了对九一一事件强烈的回忆……如果说剧情的展开太过甜美，曲目则更有一种能感染人的、充满坚毅的活力。那首在甘德酒馆里的曲目尤其好，编舞是凯利·德文，在这一幕里描绘了一个搞笑又疯狂的成为当地人的仪式——当中甚至还包含了一个亲鳕鱼的活动。”

### 多伦多版本
《环球邮报》记者凯利·内斯特鲁克称这部“暖心的音乐剧对得起它的热度”，“通俗易懂的故事、情感浓郁的核心，还有华丽的谱曲，都显出这部作品的原创和高明。”《国家邮报》的罗伯特·库什曼也称这一制作是“杰出的”。《多伦多太阳报》的利兹·布劳恩给这部剧打出五颗星，写道“都怪加拿大：美国历史上严峻的一天变成了一部欢乐又感人的音乐剧，讲述着不屈不挠的人的精神。”阿兰·亨利在《百老汇世界》写道：“你会笑、会哭，在离开剧场时会变成更好的自己。别错过《来自远方》。”

### 百老汇版本
《纽约时报》剧场评论主笔班·布兰特利写道：“你可以试着去抵抗《来自远方》吹来的那阵善意的大风，那本周六晚上从杰拉德·舍恩菲尔德剧院扑面而来的巨大的拥抱。但就算是最坚定的愤世嫉俗者也很难在剧中描述的、在极大压力下表现出的英雄般的好客之情面前不湿了眼眶。”他送给这部作品“评论家之选”的称号，这一称号一般授予那些评论者认为有特别优点的作品。《纽约每日新闻》的乔·齐米亚诺维奇称本剧“雍容大度、取悦大众”，“提醒我们当情况最坏的时候，人们却能做到最好的自己。”《新闻周刊》的乔·韦斯特菲尔德评论称“《来自远方》做到了所有最佳音乐剧所做到的：它带你来到一个你从不知道自己会想要去的地方，并让你流连忘返。”《好莱坞报道》的弗兰克·谢克称这部作品是“暖心而又非常有趣的……尤其是在当前这个政治上暴躁的时代。”《纽约邮报》的约翰尼·奥列克辛斯基写道：“每个纽约人都应该去看看这部作品”，称这部音乐剧是“百老汇本季最大、最好的惊喜。”《华盛顿邮报》的彼得·马克称本剧是“活泼而热情的”，是“美国精神所中之毒的解毒剂”。《百老汇世界》的迈克尔·戴尔说这是一部“鼓舞人心、精彩绝伦的音乐剧”，继续评论道“只要《来自远方》在百老汇演出，我就会推荐它给每一个人——我说每一个人。”《赫芬顿邮报》的戏剧评论员史蒂文·苏斯金称“《来自远方》完全与众不同、抓住人心……大胆新颖又不同寻常，而且非常令人心动。”全国广播公司的罗伯特·卡恩称这部作品是“庄重又时常表现出有趣的新作品”，它“发现了可怕故事中的一个打动心灵的角度，描绘了人性的美好，又留有空间让我们也能感到那个时代的孤独和恐惧。”紐約公共電台的詹妮弗·瓦纳斯科称本剧是“一封情书——写给纽芬兰、纽约，还有人们放下恐惧和仇恨所能做出的事情的情书。别错过它。”

## 音乐原声带
本剧由百老汇初始卡司录制的音乐原声带于2017年3月10日发布，发行商是莫莉唱片。这一专辑在《公告牌》当前最佳专辑上最高排名第82位，在音乐原声带上最高排名第2位。

## 荣誉

### 华盛顿特区初始制作版
| 年份 | 奖项        | 类别             | 获提名者             | 结果 |
| ---- | ----------- | ---------------- | -------------------- | ---- |
| 2017 | 海伦·海斯奖 | 杰出音乐剧       | 杰出音乐剧           | 獲獎 |
| 2017 | 海伦·海斯奖 | 杰出音乐剧导演   | 克里斯托弗·阿什利    | 獲獎 |
| 2017 | 海伦·海斯奖 | 杰出音乐剧女配角 | 詹·科莱拉            | 獲獎 |
| 2017 | 海伦·海斯奖 | 杰出音乐剧女配角 | 肯德拉·卡斯鲍姆      | 提名 |
| 2017 | 海伦·海斯奖 | 杰出音乐剧女配角 | 艾莉莎·威尔莫斯·基冈 | 提名 |
| 2017 | 海伦·海斯奖 | 杰出音乐剧女配角 | Q·史密斯             | 提名 |
| 2017 | 海伦·海斯奖 | 杰出音乐剧女配角 | 阿斯特丽德·范·维伦   | 提名 |
| 2017 | 海伦·海斯奖 | 杰出音乐剧男配角 | 乔尔·哈奇            | 提名 |
| 2017 | 海伦·海斯奖 | 杰出音乐剧男配角 | 罗德尼·希克斯        | 提名 |
| 2017 | 海伦·海斯奖 | 杰出音乐剧男配角 | 查德·金博尔          | 提名 |
| 2017 | 海伦·海斯奖 | 杰出音乐剧合唱   | 杰出音乐剧合唱       | 獲獎 |
| 2017 | 海伦·海斯奖 | 杰出音乐剧编舞   | 凯利·德文            | 提名 |
| 2017 | 海伦·海斯奖 | 杰出音乐指导     | 伊恩·艾森德拉斯      | 提名 |
| 2017 | 海伦·海斯奖 | 杰出声音设计     | 加雷斯·欧文          | 提名 |

### 百老汇初始制作版
| 年份 | 奖项                    | 类别                                             | 获提名者 | 结果 |
| ---- | ----------------------- | ------------------------------------------------ | --- | ---- |
| 2017 | 托尼奖                  | 最佳音乐剧                                       | 最佳音乐剧 | 提名 |
| 2017 | 托尼奖                  | 最佳音乐剧剧本                                   | 艾琳·山可夫和戴维·海因 | 提名 |
| 2017 | 托尼奖                  | 最佳词曲创作                                     | 艾琳·山可夫和戴维·海因 | 提名 |
| 2017 | 托尼奖                  | 最佳音乐剧女配角                                 | 詹·科莱拉 | 提名 |
| 2017 | 托尼奖                  | 最佳音乐剧灯光设计                               | 豪厄尔·宾克利 | 提名 |
| 2017 | 托尼奖                  | 最佳音乐剧导演                                   | 克里斯托弗·阿什利 | 獲獎 |
| 2017 | 托尼奖                  | 最佳编舞                                         | 凯利·德文 | 提名 |
| 2017 | 戏剧桌奖                | 杰出音乐剧                                       | 杰出音乐剧 | 獲獎 |
| 2017 | 戏剧桌奖                | 杰出音乐剧女配角                                 | 詹·科莱拉 | 獲獎 |
| 2017 | 戏剧桌奖                | 杰出音乐剧导演                                   | 克里斯托弗·阿什利 | 提名 |
| 2017 | 戏剧桌奖                | 杰出编舞                                         | 凯利·德文 | 提名 |
| 2017 | 戏剧桌奖                | 杰出音乐剧剧本                                   | 艾琳·山可夫和戴维·海因 | 獲獎 |
| 2017 | 戏剧桌奖                | 杰出音乐                                         | 艾琳·山可夫和戴维·海因 | 提名 |
| 2017 | 戏剧桌奖                | 杰出歌词                                         | 艾琳·山可夫和戴维·海因 | 提名 |
| 2017 | 戏剧桌奖                | 杰出音乐编排                                     | 奥古斯特·埃里克斯穆恩 | 提名 |
| 2017 | 戏剧桌奖                | 杰出音乐剧服装设计                               | 托尼-莱斯利·詹姆斯 | 提名 |
| 2017 | 戏剧联盟奖              | 杰出百老汇或外百老汇制作                         | 杰出百老汇或外百老汇制作                                                                                                  | 提名 |
| 2017 | 外围剧评人奖            | 杰出百老汇音乐剧                                 | 杰出百老汇音乐剧 | 獲獎 |
| 2017 | 外围剧评人奖            | 杰出原创词曲（百老汇或外百老汇）（玛乔丽·甘纳奖) | 艾琳·山可夫和戴维·海因 | 提名 |
| 2017 | 外围剧评人奖            | 杰出音乐剧剧本（百老汇或外百老汇）               | 艾琳·山可夫和戴维·海因 | 獲獎 |
| 2017 | 外围剧评人奖            | 杰出音乐剧导演                                   | 克里斯托弗·阿什利 | 獲獎 |
| 2017 | 外围剧评人奖            | 杰出编舞                                         | 凯利·德文 | 提名 |
| 2017 | 外围剧评人奖            | 杰出音乐剧女配角                                 | 詹·科莱拉 | 獲獎 |
| 2017 | 外围剧评人奖            | 杰出声音设计（话剧或音乐剧）                     | 加雷斯·欧文 | 獲獎 |
| 2017 | 奇塔·里韦拉舞蹈和编舞奖 | 杰出百老汇演出伴舞                               | 杰出百老汇演出伴舞 | 提名 |
| 2017 | 奇塔·里韦拉舞蹈和编舞奖 | 杰出百老汇演出编舞                               | 凯利·德文 | 提名 |
| 2018 | 第60届格莱美奖          | 最佳音乐剧专辑                                   | 伊恩·艾森德拉斯、奥古斯特·埃里克斯穆恩、戴维·海因、戴维·赖和艾琳·山可夫 （制作人）；戴维·海因和艾琳·山可夫 （作曲、作词） | 提名 |

### 西区初始制作版
| 年份 | 奖项                            | 类别             | 获提名者                                                                          | 结果 |
| ---- | ------------------------------- | ---------------- | --------------------------------------------------------------------------------- | ---- |
| 2019 | 劳伦斯·奥利维尔奖               | 最佳新音乐剧     | 最佳新音乐剧                                                                      | 獲獎 |
| 2019 | 劳伦斯·奥利维尔奖               | 杰出音乐成就     | 戴维·海因、艾琳·山可夫、伊恩·艾森德拉斯、奥古斯特·埃里克斯穆恩、艾伦·贝瑞及“乐队” | 獲獎 |
| 2019 | 劳伦斯·奥利维尔奖               | 最佳音乐剧男配角 | 克莱夫·卡特                                                                       | 提名 |
| 2019 | 劳伦斯·奥利维尔奖               | 最佳音乐剧男配角 | 罗伯特·汉兹                                                                       | 提名 |
| 2019 | 劳伦斯·奥利维尔奖               | 音乐剧最佳女配角 | 瑞秋·塔克                                                                         | 提名 |
| 2019 | 劳伦斯·奥利维尔奖               | 最佳灯光设计     | 豪厄尔·宾克利                                                                     | 提名 |
| 2019 | 劳伦斯·奥利维尔奖               | 最佳声音设计     | 加雷斯·欧文                                                                       | 獲獎 |
| 2019 | 劳伦斯·奥利维尔奖               | 最佳导演         | 克里斯托弗·阿什利                                                                 | 提名 |
| 2019 | 劳伦斯·奥利维尔奖               | 最佳剧场编舞     | 凯利·德文                                                                         | 獲獎 |
| 2019 | Evening Standard Theatre Awards | 最佳音乐剧       | 最佳音乐剧                                                                        | 提名 |
| 2020 | 剧评人剧院奖                    | 最佳音乐剧       | 最佳音乐剧                                                                        | 獲獎 |
| 2020 | 选角导演工会奖                  | 最佳音乐剧选角   | 皮帕·埃利恩、娜塔莉·加拉赫、凯瑟琳·斯克内                                         | 獲獎 |

## 改编

### 剧情电影
2017年11月，马克·戈登公司宣布将制作本剧的电影改编版本，由艾琳·山可夫和戴维·海因撰写剧本、克里斯托弗·阿什利担任导演。2019年4月，山可夫和海因表示他们打算在甘德取景、启用不太知名的演员，并请甘德居民担任临时演员。

### 舞台演出录像
2021年2月2日，制作方宣布由于2019冠状病毒病疫情及其对电影业和舞台表演行业的影响，预定的电影改编版本被取消，替换为录制舞台表演的录像，由百老汇演员出演各自角色，并预定于2021年9月袭击事件二十周年时上映。由Entertainment One和RadicalMedia出资和制作，该片使用了2021年5月在杰拉德·舍恩菲尔德剧院的一次演出的录像，由阿什利担任导演、戈登担任制片人。制片团队还包括詹妮弗·托德、比尔·坎登和舞台版本的制作方之一Junkyard Dog Productions。山可夫、海因、约翰·凯门、戴夫·西鲁尼克和梅雷迪思·贝内特担任执行制片。该片共雇佣222人，包括纽约舞台的演职人员、创意团队和摄影团队。2021年4月30日，Apple TV+购得了该片的发行权。该片最终于2021年9月10日上映。